# María Reyes Sobrino
María Reyes Sobrino Jiménez (6 gennaio 1967) è un'ex marciatrice spagnola.

## Palmarès

### Europei indoor
- 2 medaglie:
  - 1 oro (Budapest 1988 nella marcia 3000 m)
  - 1 bronzo (L'Aia 1989 nella marcia 3000 m)

### Coppa del mondo
- 1 medaglia:
  - 1 oro (Manaus 1990 nella marcia 10000 m)

### Campionati ibero-americani
- 2 medaglie:
  - 1 oro (Manaus 1990 nella marcia 10 km)
  - 1 bronzo (Città del Messico 1988 nella marcia 10 km)

### Europei under 20
- 1 medaglia:
  - 1 oro (Cottbus 1985 nella marcia 5000 m)